# Nederwoud
Nederwoud is een buurtschap in de Nederlandse gemeente Ede, gelegen in de provincie Gelderland. Het ligt 2,5 kilometer ten noordwesten van Lunteren.
Bij de Tweede Kamerverkiezingen van 2012 haalde de SGP een meerderheid in de buurtschap: 51%.

## Foto's

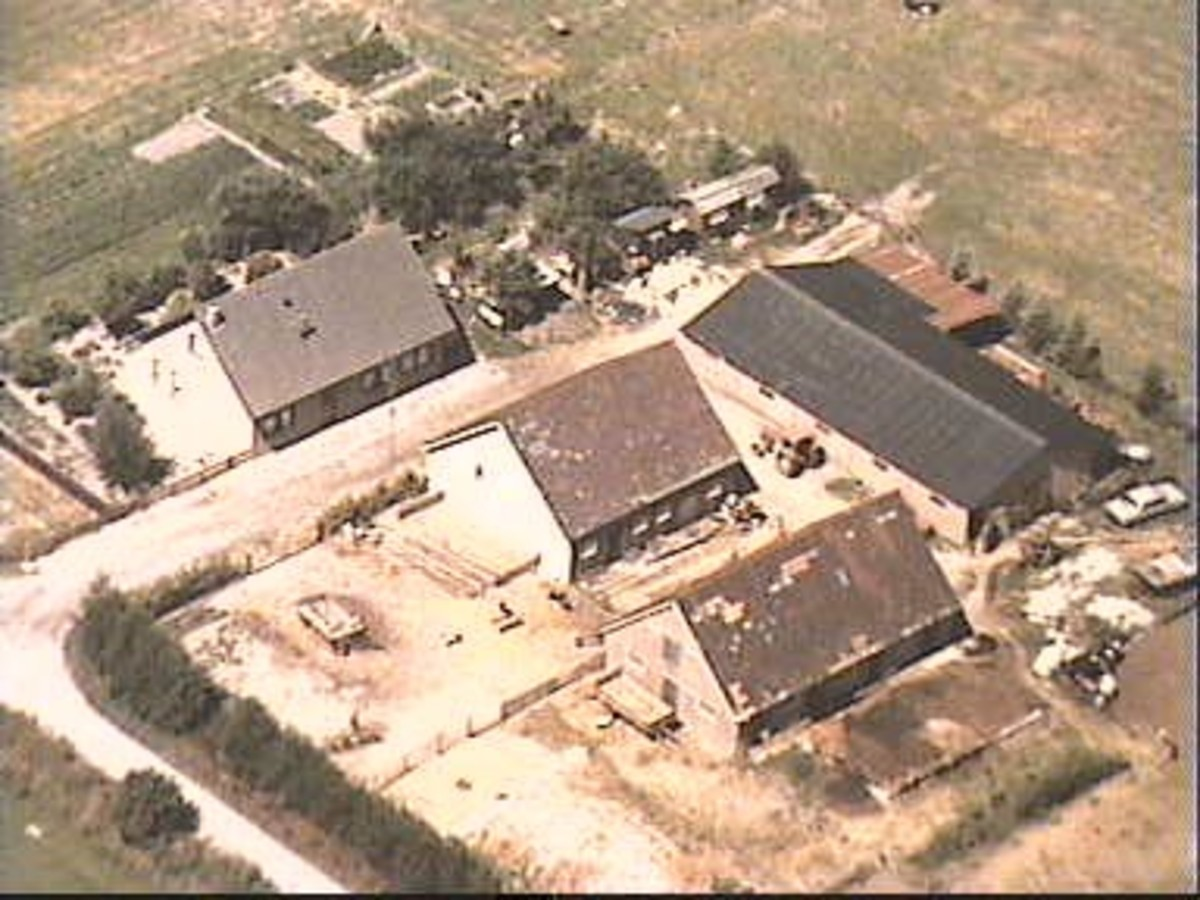
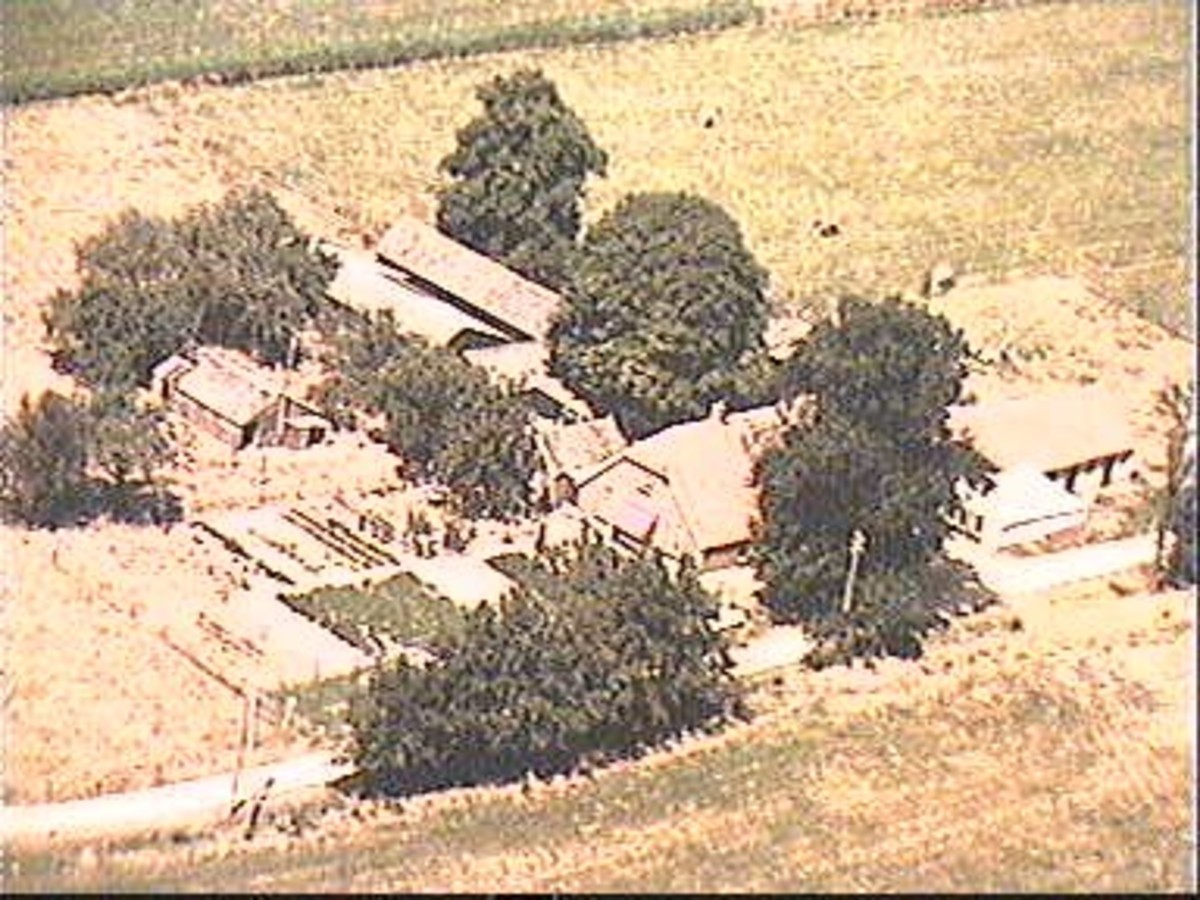
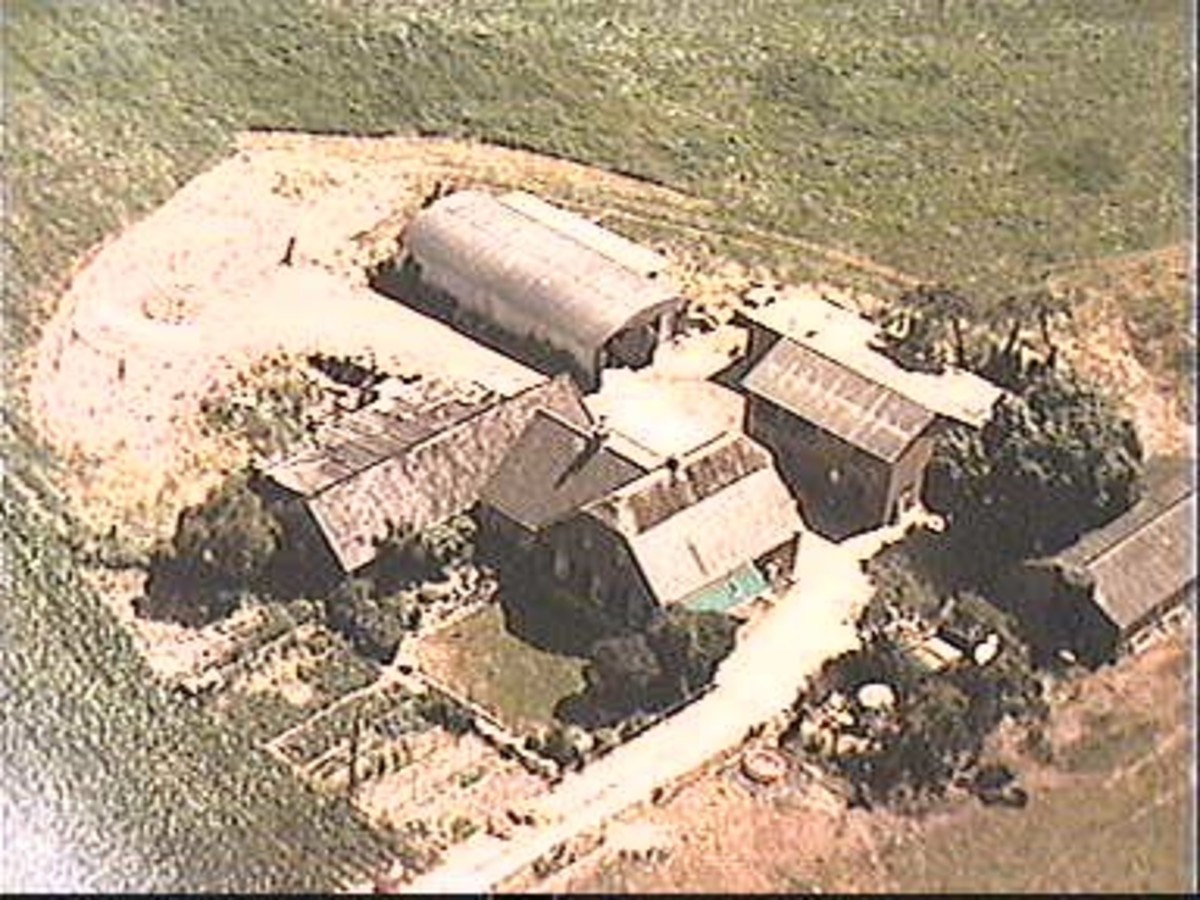
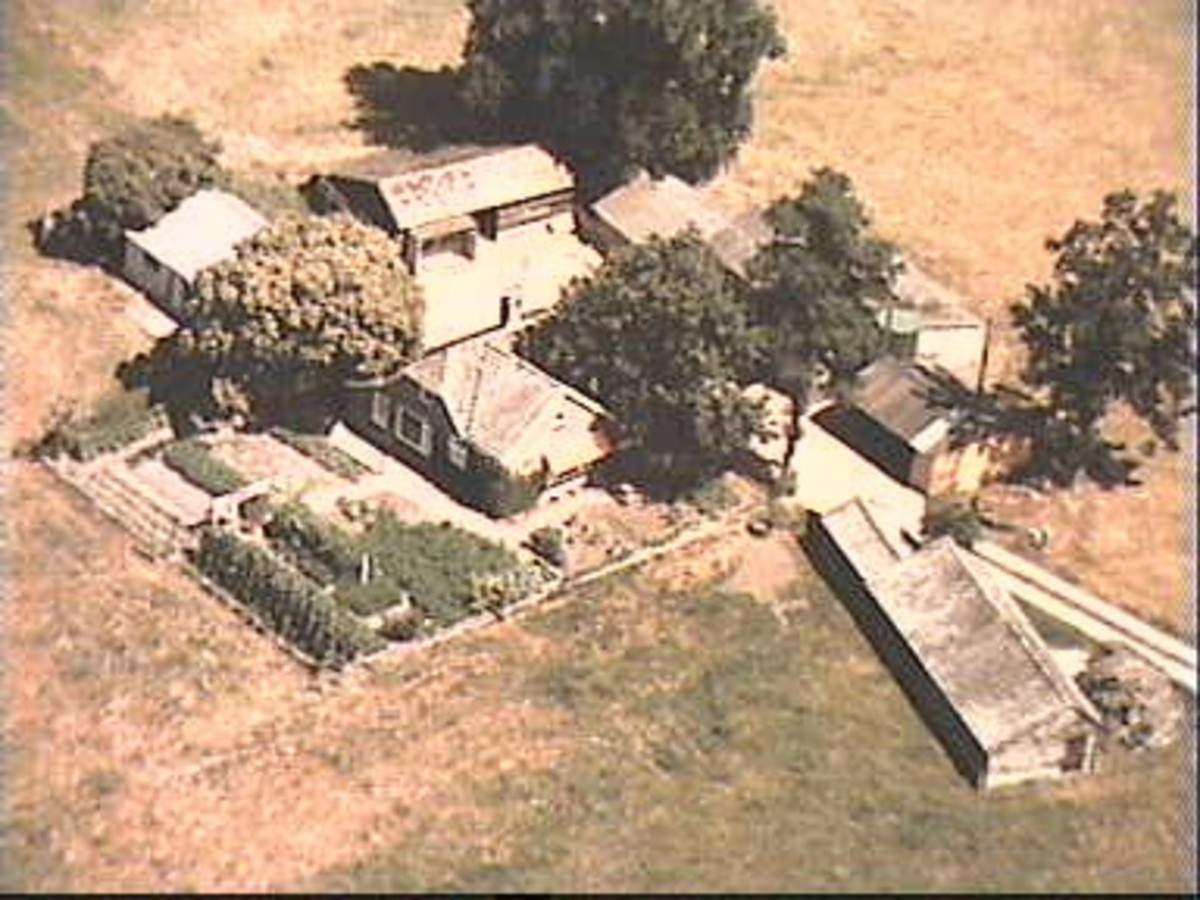
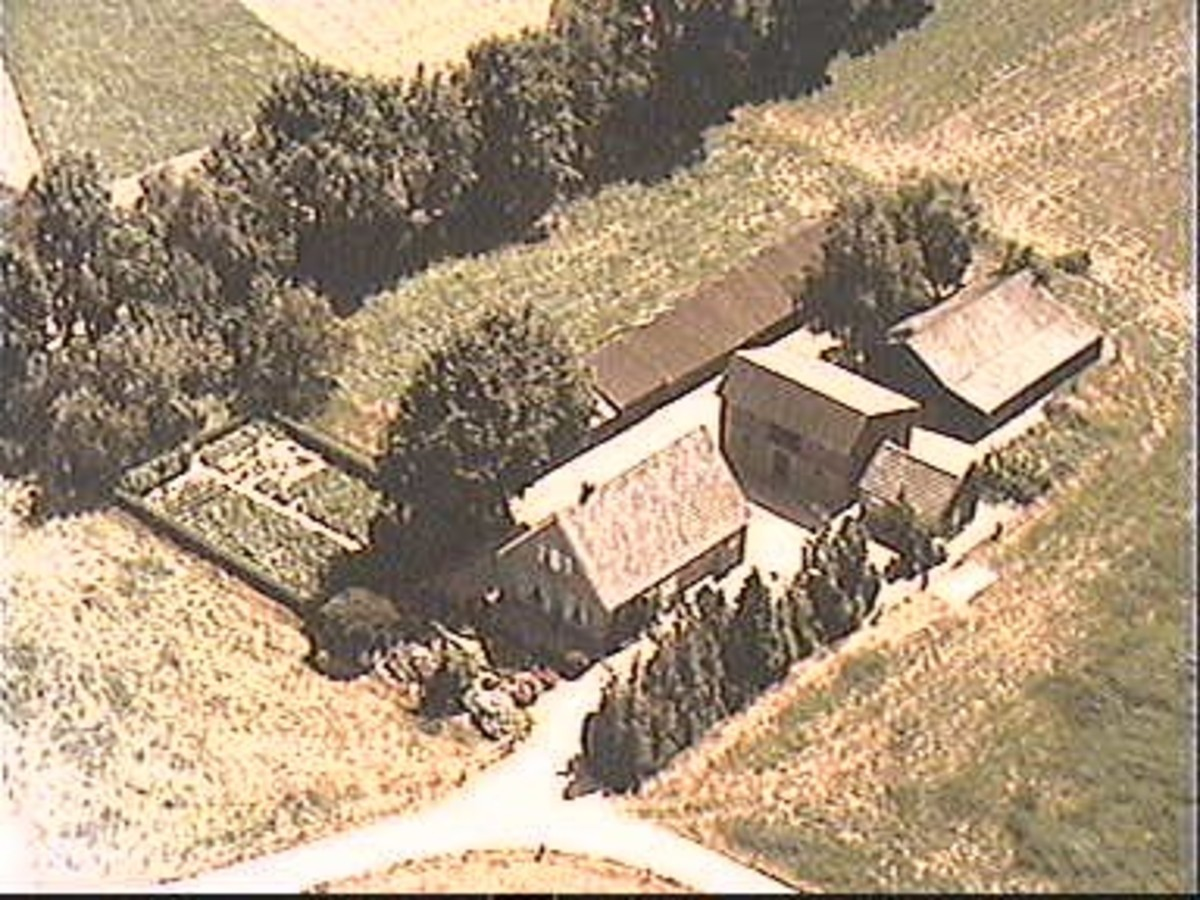
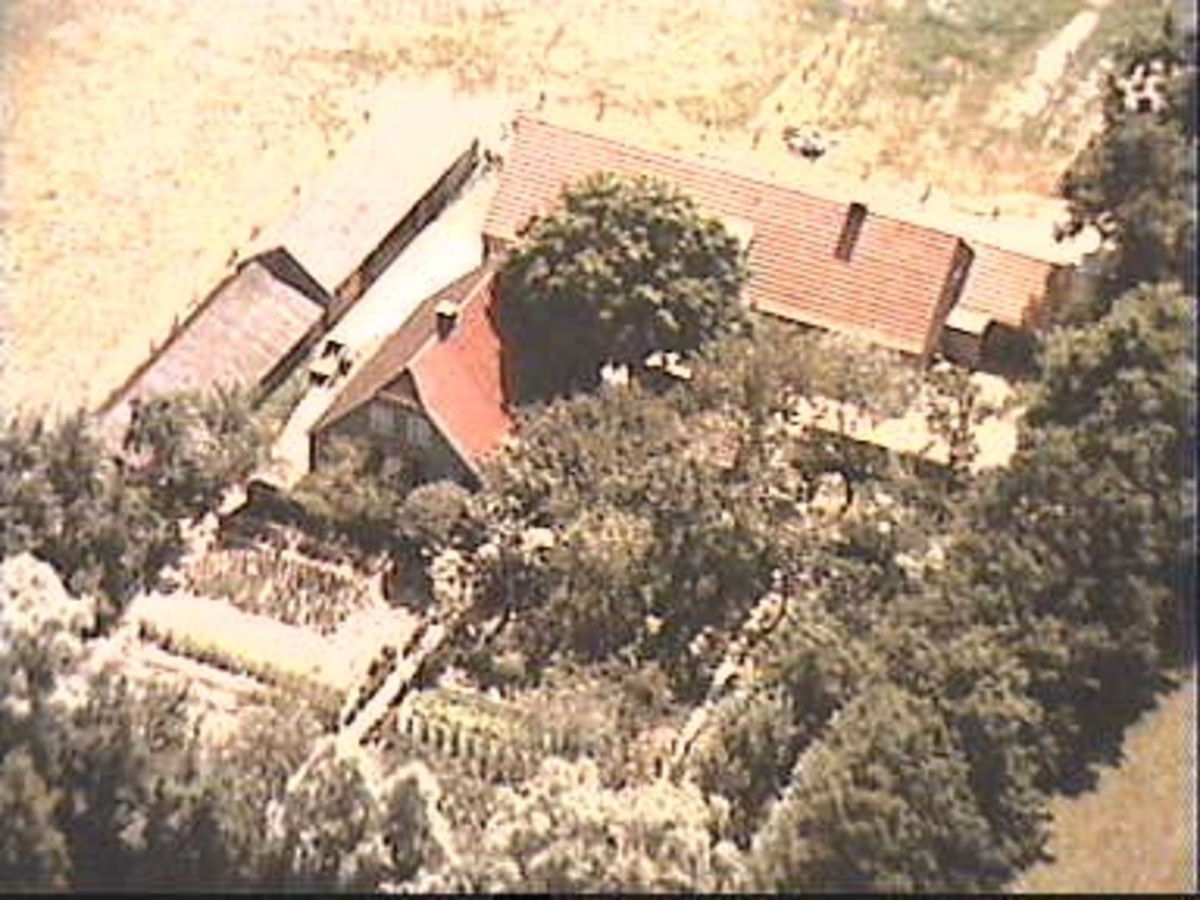
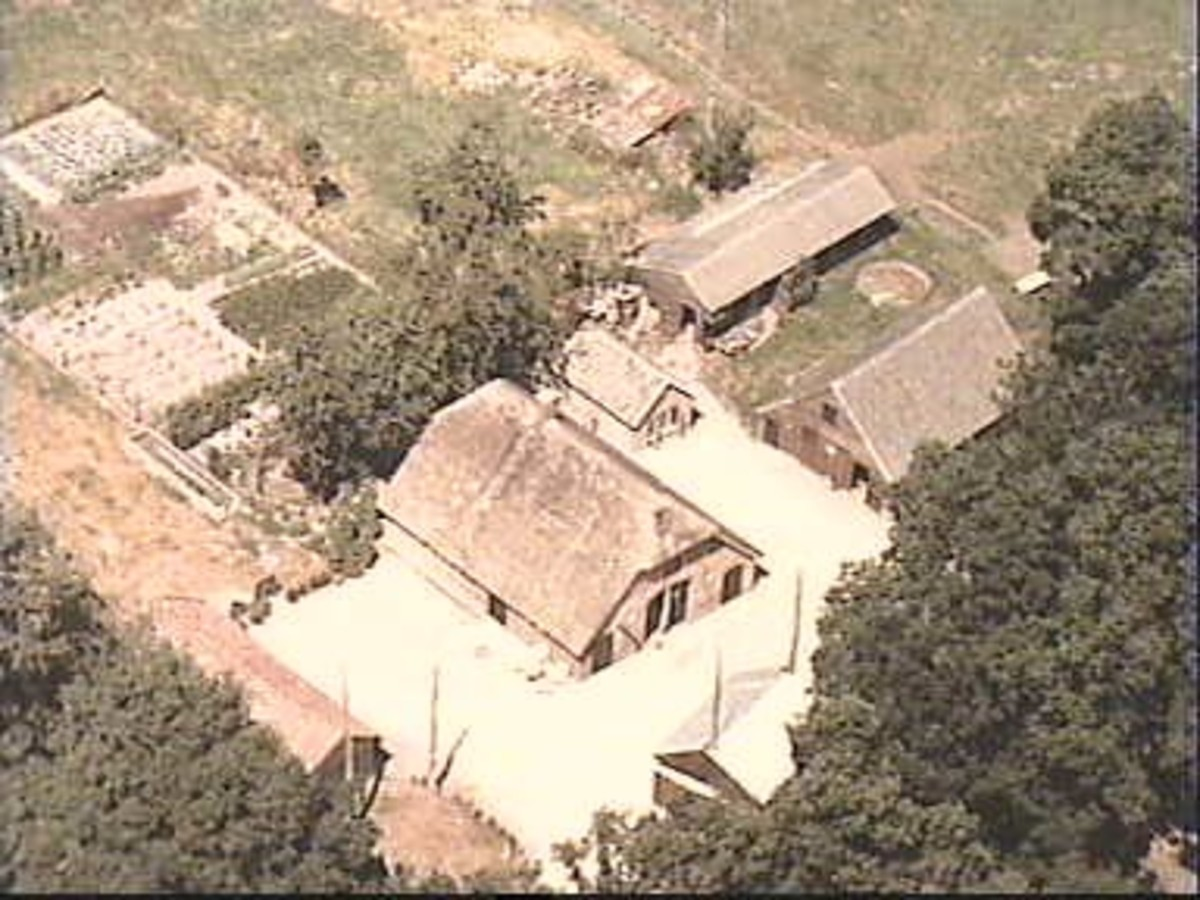
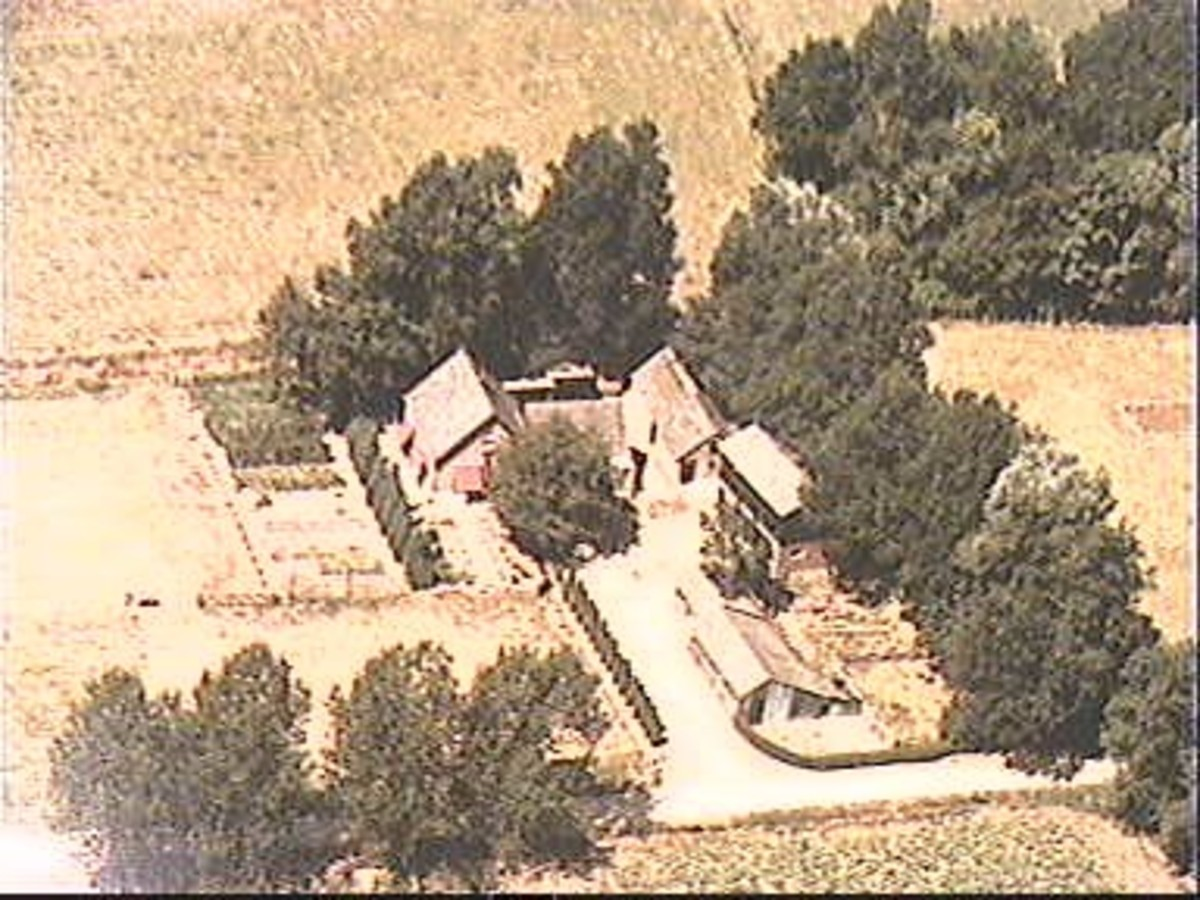
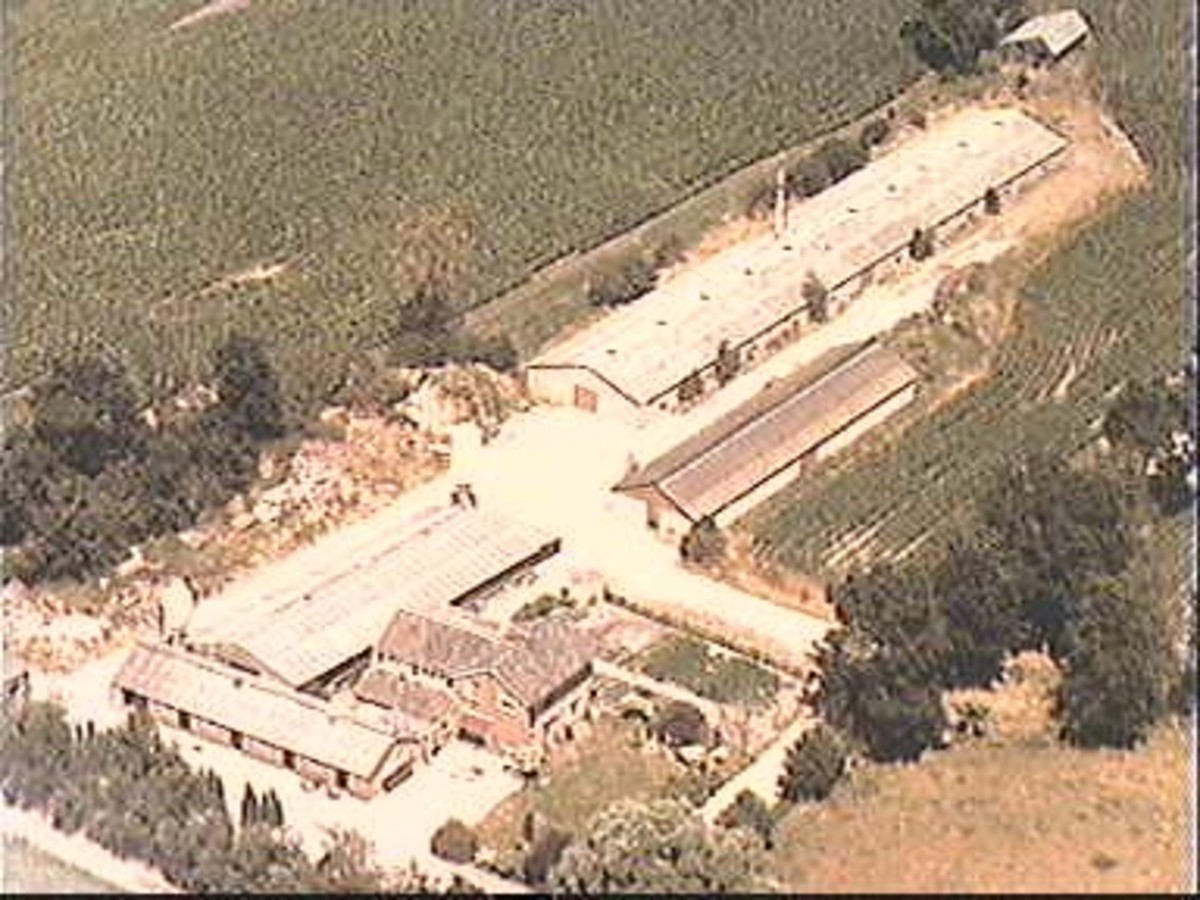
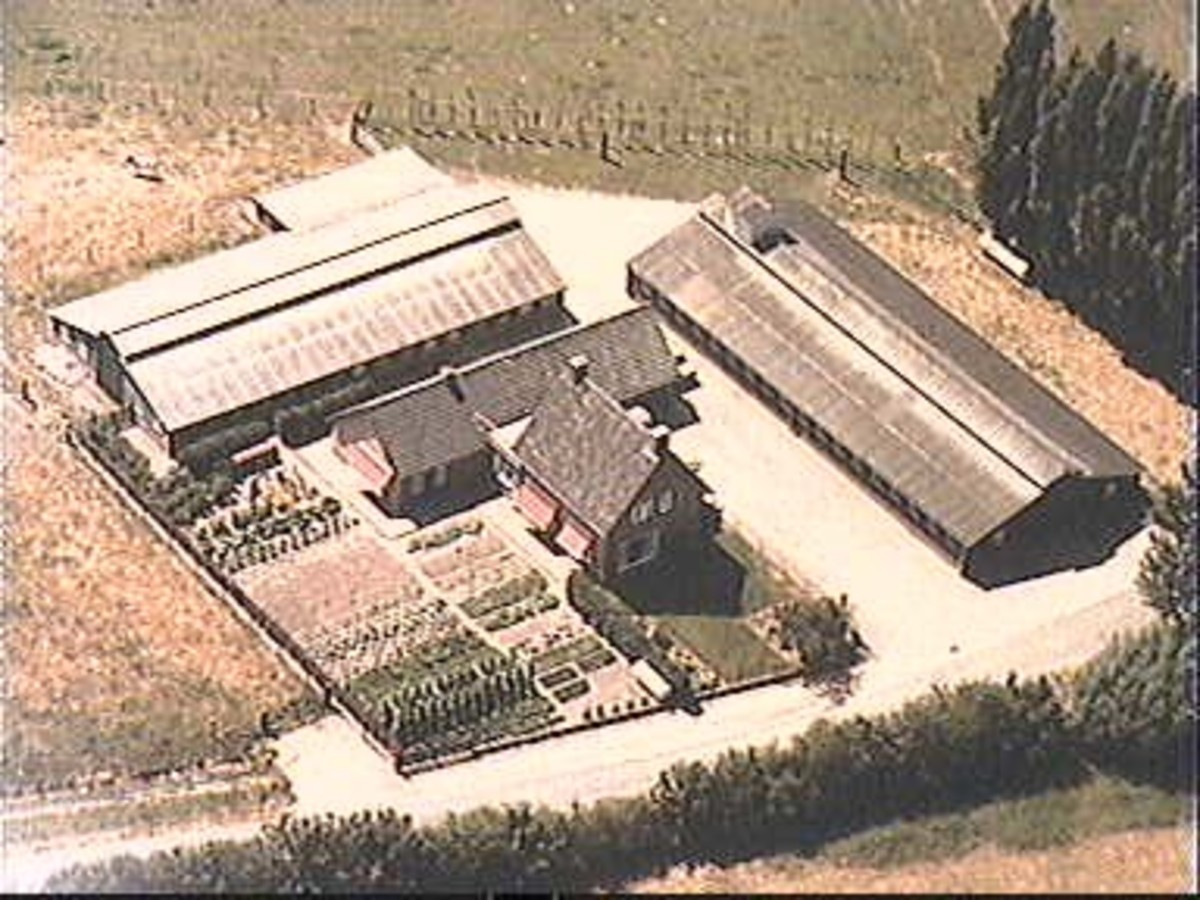

Hoofdplaats: Ede       Dorpen: Bennekom · Ederveen · Harskamp · Hoenderloo (deels) · De Klomp · Lunteren · Otterlo · Wekerom

Buurtschappen: Deelen · Doesburgerbuurt · Driesprong · Eschoten · De Ginkel · Hoekelum · Hoog Baarlo · De Kade · De Kraats · Manen · Meulunteren · Mossel · Nederwoud · Nergena · Nieuw-Reemst · (Oostdorp) · Oud-Reemst · Overwoud · Roekel · De Valk · Walderveen · Westeneng

Gelderland: Steden en dorpen in Gelderland      Nederland: Provincies · Gemeenten